# Síkinos
Síkinos (en griego: Σίκινος) es una pequeña isla griega del mar Egeo perteneciente al archipiélago de las Cícladas situada a 113 millas marinas del Pireo. Tiene una superficie de 42,50 km² y 238 habitantes según el censo de 2001.
Toma su nombre de Sicinos, uno de los hijos del rey de Lemnos, Toante. En la Antigüedad recibía también el nombre de Enoe, debido a sus numerosas viñas. 

## Historia
Sus primeros habitantes llegaron a la isla en la época micénica, siendo poblada posteriormente por los jonios.
En el siglo V a. C. pertenecía a la liga de Delos puesto que aparece en registros de tributos a Atenas entre los años 418 y 415 a. C. También aparece documentada en decretos de proxenía de fines del siglo IV o principios del siglo III a. C. En particular, destaca el decreto en honor de un ciudadano de la isla de Paros en el que se mencionan algunas instituciones que debía tener Sícinos, como la boulé, así como un santuario de Apolo Pitio.
En el Periplo de Pseudo-Escílax se menciona que tenía una ciudad.
Sikinos forma parte de las islas Cícladas que no son autosuficientes en agua. Recibe agua todos los años desde el puerto de Lavrio, en el Ática